# Liao Xiaoyan
Liao Xiaoyan (chinesisch 廖晓燕; * 8. Januar 1987) ist eine ehemalige chinesische Leichtathletin, die sich auf den Hammerwurf spezialisiert hat.

## Sportliche Laufbahn
Der einzige internationale Erfolg von Liao Xiaoyan war der Sieg bei den Asienmeisterschaften im Jahr 2007, als sie den Hammer auf eine Weite von 60,58 m beförderte. Sie setzte ihre sportliche Laufbahn bis ins Jahr 2011 fort, wo sie im Alter von 24 Jahren in Shenzhen ihren letzten Wettkampf bestritt.